# Leonard Nimoy
Leonard Simon Nimoy (ur. 26 marca 1931 w Bostonie, zm. 27 lutego 2015 w Los Angeles) – amerykański aktor, reżyser, poeta i muzyk.
Do historii filmu przeszedł przede wszystkim jako odtwórca roli Spocka w serialu science fiction Star Trek (1966–1969). Wystąpił również w 8 filmach serii Star Trek powstałych w latach 1979–2013. Dwa z nich sam wyreżyserował.

## Życiorys
Urodził się w Bostonie w żydowsko-ukraińskiej rodzinie imigrantów z Zasławia. Służył w amerykańskiej armii do roku 1955 (armię opuścił w stopniu sierżanta). W filmie debiutował na początku lat 50.
W 2014 roku poinformował, że zdiagnozowano u niego przewlekłą obturacyjną chorobę płuc. 27 lutego 2015 roku zmarł w swoim domu w Los Angeles w następstwie komplikacji związanych z chorobą.
Na jego cześć jedną z planetoid nazwano (4864) Nimoy.

## Filmografia

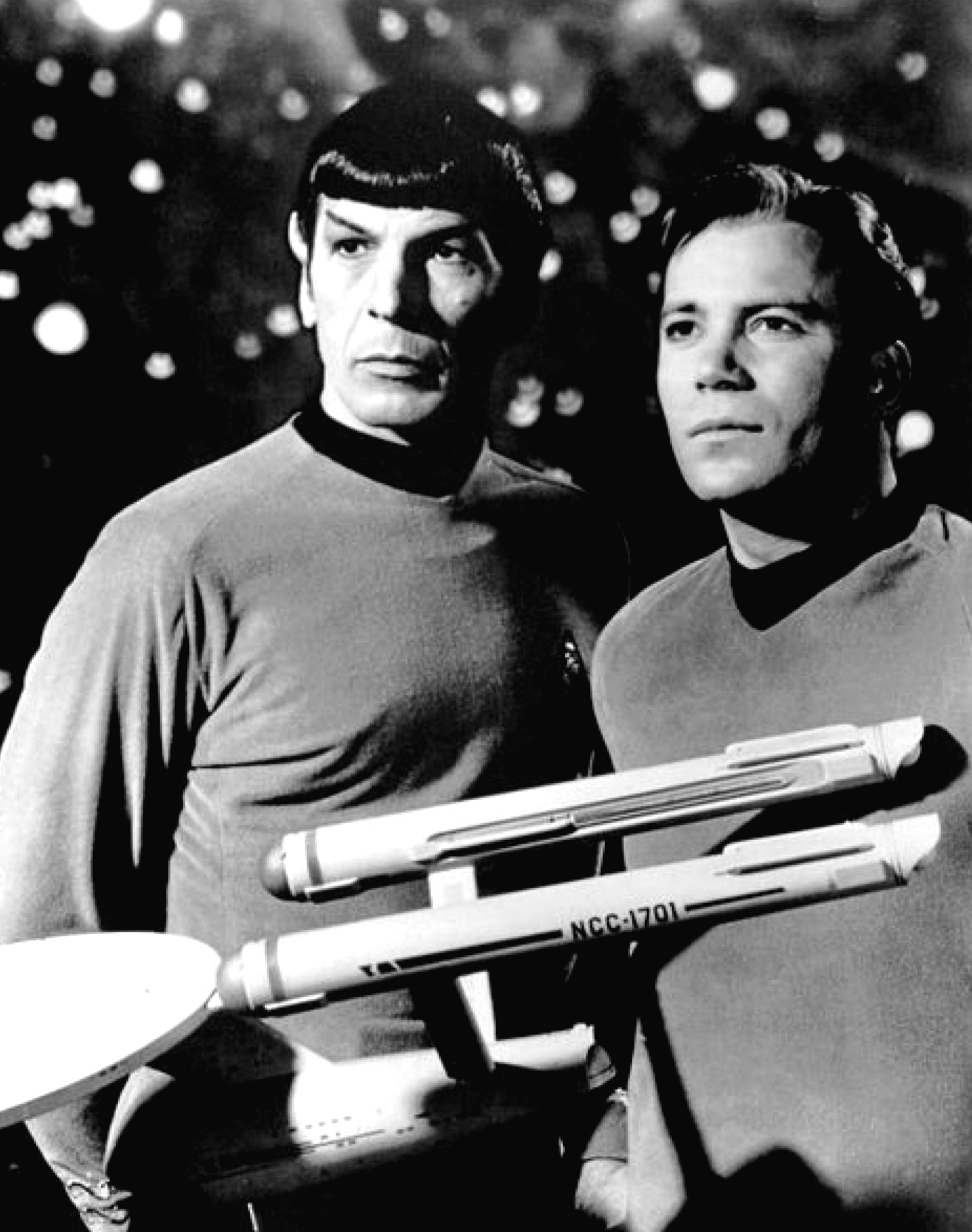
Nimoy jako Spock z Williamem Shatnerem w scenie z serialu Star Trek

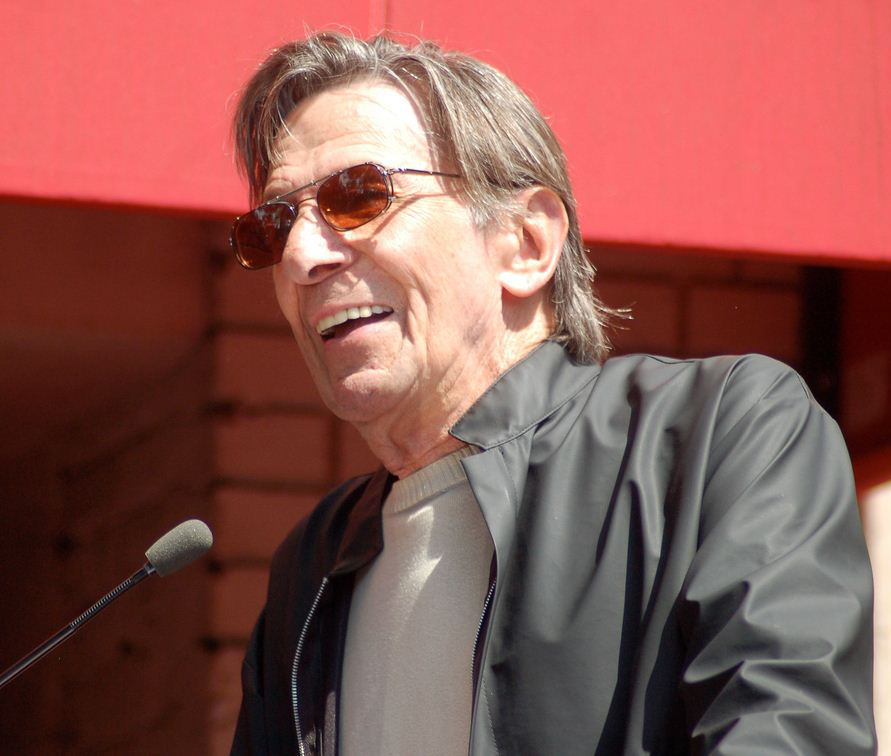
Leonard Nimoy we wrześniu 2012

### Role filmowe
- One! (1954) jako sierżant sztabowy w pokoju komunikacyjnym
- Aresztuję cię, przyjacielu (1971) jako Miller
- Inwazja łowców ciał (1978) dr David Kibner
- Star Trek (1979) jako Spock
- Star Trek II: Gniew Khana (1982) jako Spock
- Star Trek III: W poszukiwaniu Spocka (1984) jako Spock
- Star Trek IV: Powrót na Ziemię (1986) jako Spock
- Star Trek V: Ostateczna granica (1989) jako Spock
- Star Trek VI: Wojna o pokój (1991) jako Spock
- Dawid (1997) jako Samuel
- Nowy, wspaniały świat (1998) jako Mustafa Mond
- Star Trek (2009) jako Spock Prime
- W ciemność. Star Trek (2013) jako Spock Prime

### Role w serialach TV
- Gunsmoke (1961, 1962, 1963, 1966) jako John Walking Fox/Holt/Arnie/Elias Grice (gościnnie; różne role w czterech odcinkach)
- Bonanza (1960) jako Freddy (gościnnie)
- Strefa mroku (1961) jako Hansen (gościnnie)
- Nietykalni (1962) jako Packy (gościnnie)
- Perry Mason (1963) jako Pete Chennery (gościnnie)
- Doktor Kildare (1963) jako Harry (gościnnie)
- Po tamtej stronie (1964) jako Judson Ellis/Konig (gościnnie)
- Star Trek (1966–1969) jako Spock
- Mission: Impossible (1969–1971) jako Paris
- Columbo jako dr Barry Mayfield (w odc. pt. Zaszyta zbrodnia z 1973)
- Marco Polo (1983) jako Ahmad Fanakati
- T.J. Hooker (1983) jako Paul McGuire (gościnnie)
- Star Trek: Następne pokolenie (1991) jako ambasador Spock (gościnnie)
- Po tamtej stronie (1995) jako Thurman Cutler (gościnnie)
- Jak pan może, panie doktorze? (2001) jako prof. Emmett Fowler (gościnnie)
- Fringe: Na granicy światów (2009–2012) jako dr William Bell (w 11 odcinkach)

### Role głosowe
- Star Trek: Seria animowana (1973-74; serial TV) – Spock
- The Transformers: The Movie (1986) – Galvatron
- Władca ksiąg (1994) – dr Jekyll/pan Hyde
- Futurama (1999[4] i 2002[5])  – jako głowa Leonarda Nimroya
- Atlantyda. Zaginiony ląd (2001) – król Kashekim Nedakh
- Zaginiony ląd (2009) – Zarn
- Transformers 3 (2011) – Sentinel Prime
- Zambezia (2012) – Sekhuru

### Jako reżyser
- Star Trek III: W poszukiwaniu Spocka (1984)
- Star Trek IV: Powrót na Ziemię (1986)
- Trzech mężczyzn i dziecko (1987)
- Dobra matka (1988)
- Miłość to nie żart (1990)
- Święty związek (1994)

## Opublikowane książki
- I Am Not Spock (1975)
- I Am Spock (1995)